# Camunien
Le camunien est une langue antique éteinte, parlée au Ier millénaire av. J.-C. dans certaines vallées des Alpes italiennes (Val Camonica, Valteline) et restée non traduite. Son nom est issu du peuple des Camunni qui habitait notamment le Val Camonica pendant l'Âge du bronze récent et l'Âge du fer et qui fut l'auteur de la plupart des gravures rupestres de la vallée.

## Histoire
Les témoignages de la langue parlée par les Camunni sont rares et restent non traduits. Parmi les gravures rupestres du Valcamonica figurent des inscriptions écrites en langue camunienne.
Emmanuel Anati, spécialiste de la culture camunienne, pense qu'elle remonte à environ 2000 av. J.-C.. Cette datation est reprise par Elisa de Vaugüé, qui rapproche les données archéologiques des données génétiques connues en matière d'haplogroupes. Elle propose que le camunien puisse être une langue pré-indoeuropéenne, peut-être à l'origine de la langue étrusque.
Vers le Ve siècle av. J.-C., les Étrusques, déjà étendus vers la vallée du Pô, ont eu des contacts avec les populations alpines. Les traces de l'influence étrusque se retrouvent dans l'alphabet camunien, dont on possède plus de deux cents inscriptions gravées sur roche, qui sont très semblables à l'alphabet étrusque du nord.
Vers le IVe siècle av. J.-C. sont arrivés en Italie les Celtes, qui se sont installés dans la plaine du Pô et sont entrés en contact avec la population camunienne. En témoigne la présence, parmi les gravures du Valcamonica, de figures de divinités celtiques comme Cernunnos.

## Description
Le camunien est seulement connu par un mince corpus épigraphique, gravé parmi les figures de l'art rupestre du Valcamonica. Ce corpus est écrit dans une variante de l'alphabet étrusque septentrional, connu comme alphabet camunien ou encore alphabet de Sondrio.
Plus d'une centaine d'inscriptions, pour la plupart des lettres unitaires ou de petits groupes de deux à trois caractères, souvent associées à des figures de guerriers, ont été repérées en Valcamonica. Les inscriptions sont cependant trop brèves pour que l'on ait pu à ce jour les traduire et rattacher le cas échéant le camunien à une famille de langues plus large.

## Alphabet
Les lettres de l'alphabet camunien ont été notamment étudiées dans la commune de Paspardo, à la suite de quoi des transcriptions en alphabets grec et latin ont été proposées :
- un thêta (Θ)
- un phi (Φ)
- un e (E) ainsi que six segments horizontaux

### Translittération

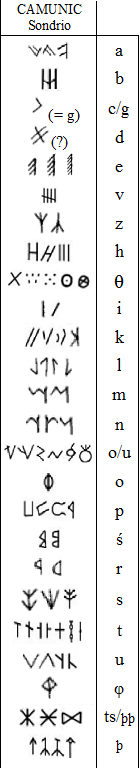
L’alphabet de la langue camunienne

| Glyphe | Tibiletti Bruno 1992 | Zavaroni 2004 | Martinotti 2009 |
| ------ | -------------------- | ------------- | --------------- |
|        | -                    | A             | -               |
|        |                      | A             | A               |
|        |                      | A             | -               |
|        |                      | B             | B (V?)          |
|        |                      | B             | B (V?)          |
|        |                      | -             | D               |
|        | h                    | D (?)         | -               |
|        |                      | E             | E               |
|        |                      | E             | E               |
|        |                      | E             | E               |
|        |                      | V             | -               |
|        |                      | G             | K (G?)          |
|        |                      | G             | -               |
|        | h                    | H             | J (ii/h/η?)     |
|        | -                    | H             | -               |
|        |                      | I             | I               |
|        |                      | I             | I               |
|        | -                    | K             | K (G?)          |
|        |                      | L             | L               |
|        |                      | L             | L               |
|        |                      | M             | M               |
|        |                      | M             | M               |
|        |                      | N             | N               |
|        |                      | N             | N               |
|        |                      | O             | Φ (Q?)          |
|        | -                    | P             | -               |
|        |                      | P             | P               |
|        |                      | R             | R               |
|        |                      | R             | R               |
|        |                      | S             | χ               |
|        |                      | S             | S               |
|        |                      | S             | S               |
|        |                      | T             | T               |
|        |                      | T             | T               |
|        | -                    | T             | I               |
|        |                      |               | -               |
|        | -                    |               |                 |
|        | -                    | TS -          | -               |
|        |                      | TS -          | χ               |
|        |                      | U - W         | U               |
|        | -                    | U - W         | U               |
|        |                      | Z             | χ               |
|        |                      | Z             | χ               |

## Galerie

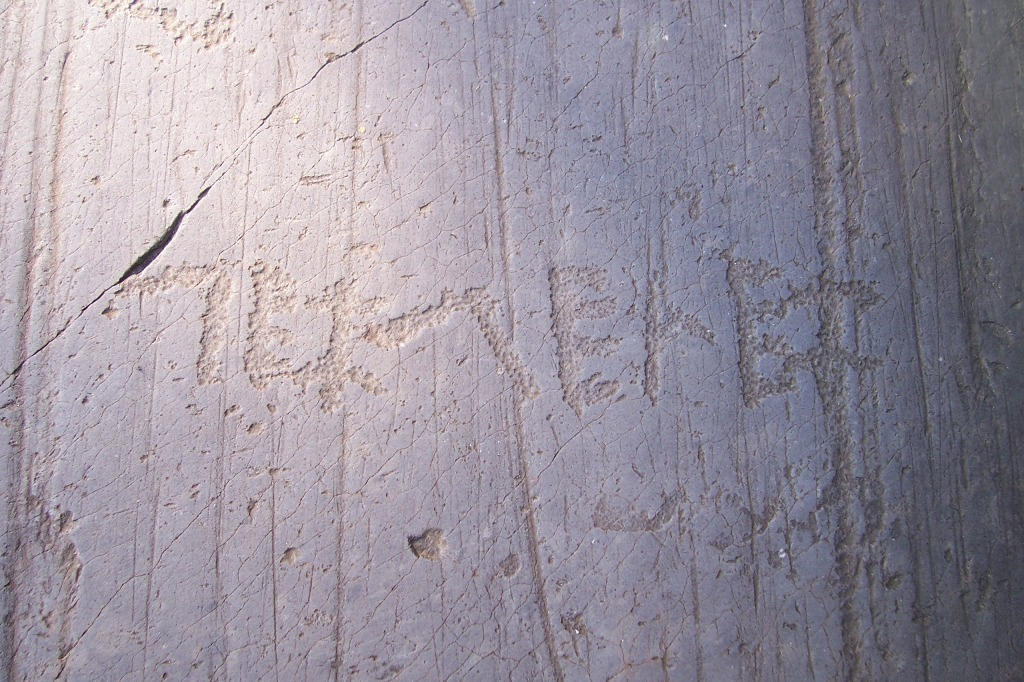
Inscription de Capo di Ponte (Val Camonica)
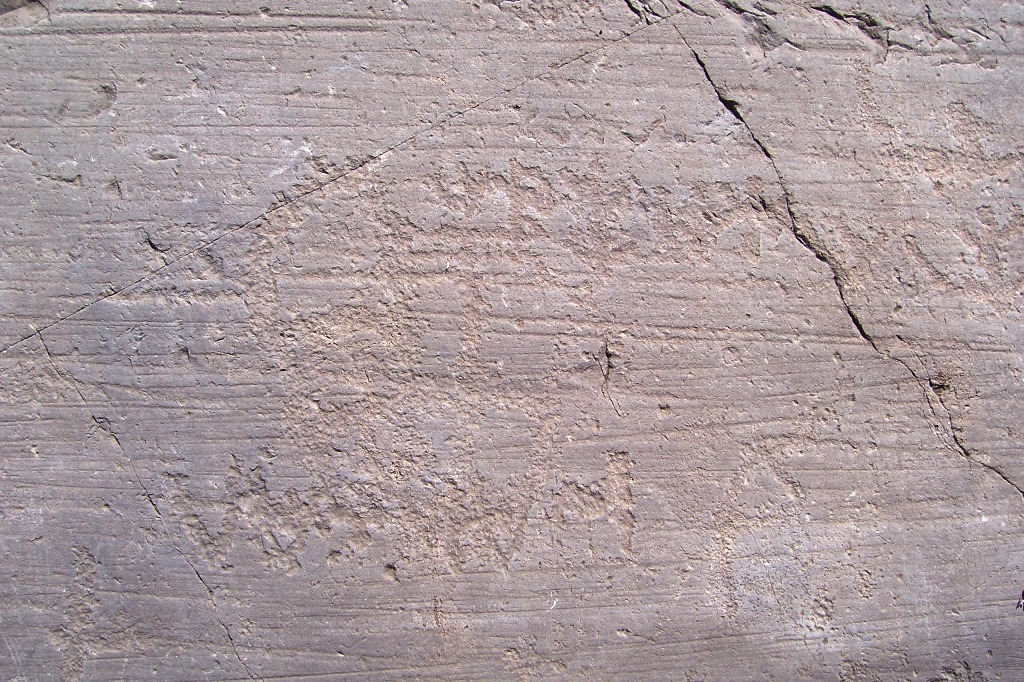
Inscription de Nadro (Val Camonica)
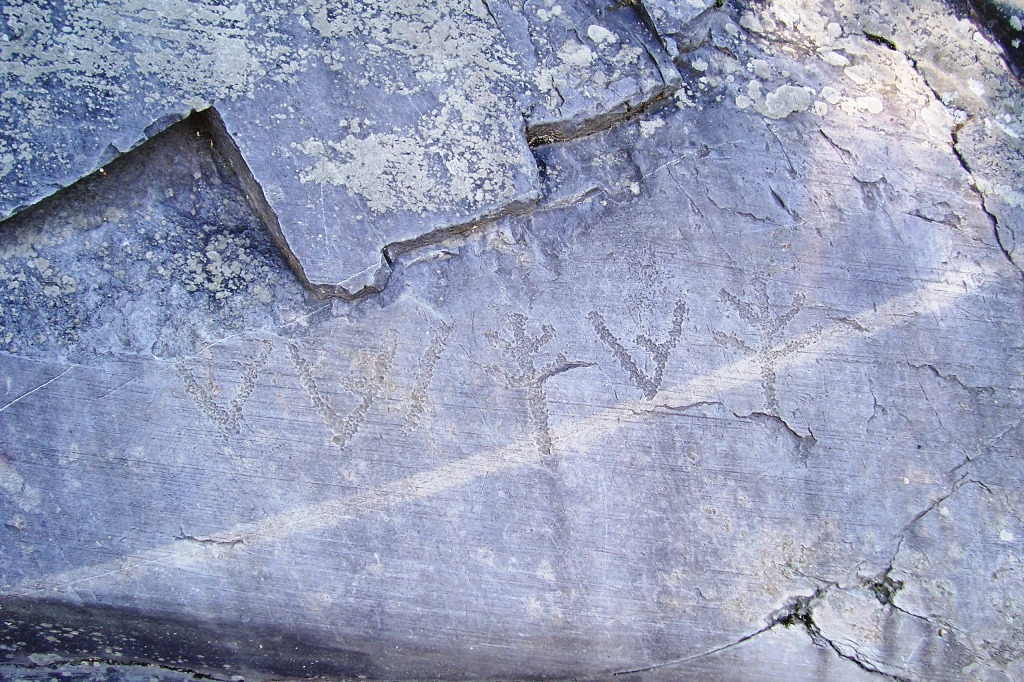
Inscription de Nadro (Val Camonica)
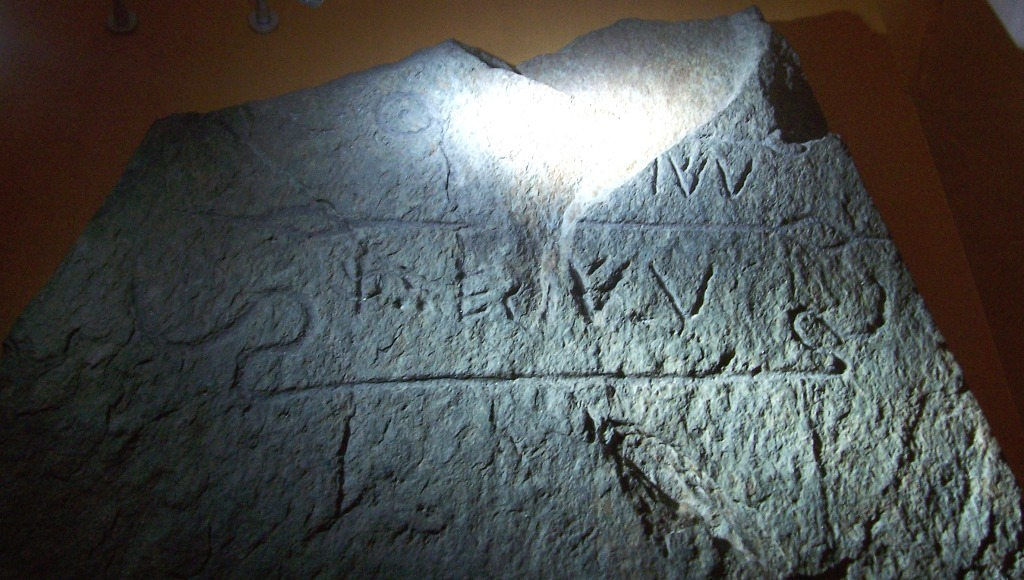
Inscription au musée de Sondrio (Valteline)